# 刘若宰
刘若宰（1595年—1640年），字荫平，一作颖平，号退斋。直隸懷寧縣（今安徽怀宁县平山镇）人。明朝末期状元，书画名家。

## 生平
生於神宗萬曆二十三年（1595年）。天啓七年（1627年）舉丁卯科應天鄉試第三名，崇祯元年（1628年）會試聯捷，得中一甲第一名進士（狀元），授翰林院修撰。累官諭德，充日讲官，升侍讲学士，「数千言能立就，楷书、行、草无不精绝」。崇祯二年（1629年），汝州香山寺重修观音大士舍利塔完工，次年應邀赴寺，為《重修香山寺观音大士塔记》碑撰文。崇祯十三年（1640年）四月十三日，因疾辞世。

## 身后
追赠詹事，赐祭葬，又加赠太仆太卿。徽州状元饭以他为名。